# Eduard Soler i Llopis
Eduard Soler i Llopis (Alcoi, 1840 - València, 1928) fou un pintor valencià.